# 新 キャプテン・スカーレット
『新 キャプテン・スカーレット』（原題：New Captain Scarlet）は、2005年2月よりイギリスのテレビ局ITV1の番組"Ministry of Mayhem"のコーナーとして放送されたコンピュータグラフィックス (CGI)によるアクション冒険テレビシリーズ。ジェリー・アンダーソンが1967年に製作したクラシックスーパーマリオネーションシリーズであるキャプテン・スカーレットのリメイク作品。
日本では、CS放送のアニマックスにて2006年3月12日から9月10日に渡って初放送され、2007年7月5日から2008年1月2日にかけてスーパー!ドラマTVで放送、2008年5月7日から5月26日にかけて再放送された。

## ストーリー
西暦2068年、火星から発信されている謎の信号源を特定する任務のため火星に向かったスペクトラムのスカーレット大尉とブラック大尉は姿を見せない異星人ミステロンの都市を発見する。都市からの飛行物体を攻撃と考えたブラック大尉はミサイル攻撃により都市を完全に破壊してしまうが物質再生能力ミステロン光線により再建してしまう。
ミステロンは、地球人による奇襲攻撃に対し報復を宣言。戦いは神経戦の形を取り、ミステロンはブラック大尉とスカーレット大尉を手始めに地球のあらゆるものを支配していく。
ミステロンの手先となったスカーレット大尉であったがスカイベースを襲った際、パワー・コンジットを通り抜けて落下した影響でその支配から脱出、不死身となる。スカーレット大尉を中心にスペクトラムはミステロンに立ち向かう。

## スペクトラム
地球上空60,000フィートに浮ぶ巨大航空母艦Skybase（スカイベース）に本部が置かれる防衛軍。スペクトラム隊員はホワイト大佐をはじめ個々の個人情報を保護するため色にもとづくコードネームが割り当てられている。航空機や車両として、White Falcon（新エンゼル機）、Rhino（新追跡戦闘車）、Cheetah（新スペクトラム・パトロール車）、Stallion Raid Bike（Skybaseから落下飛行するバイク）、Albatross（Rhinoを目的地まで運ぶ輸送機）、Hummingbird（新スペクトラム・ヘリコプター）、Swift Passenger Jet（新超音連絡機）、Bison（火星および月面上で使用する探検車）などがある。

## スタッフ
- シリーズ創作および総指揮：ジェリー・アンダーソン
- シリーズ総監督：デビッド・レーン
- 助監督：ジェリー・ドノホー
- 編集：アンディ・ウォルター
- 音楽：クリスピン・メレル
- デザイン：マーク・ハリス
- 製作監督：マーク・シャーウッド
- CGI総監督：ロン・ソーントン
- 美術総監督：ドミニック・レイヴァリー、マーク・ウーラード
- 脚本：フィル・フォード、ジョン・ブラウン、ブライアン・フィンチ

## キャスト
スカーレット大尉 (Paul Metcalfe) （声：落合弘治）
上級スペクトラム隊員。32歳の二重国籍（イギリス/アメリカ)を持つ元米国空軍および特殊部隊将校。事実上、不死身となってしまった。
ブルー大尉 (Adam Svenson) （声：咲野俊介）
32歳のアメリカ人スペクトラム隊員。叙勲を受けた元米国陸軍将校、および一流スポーツマン。
ホワイト大佐 (Sir Charles Gray) （声：中田浩二）
スペクトラム司令官。55歳の元イギリスMI6ディレクター。イギリス国家に対する功労によってサー（Sir）の称号を得る。
グリーン少尉（女性）(Serena Lewis)（声：よのひかり）
スペクトラムのSkybaseオペレータ。27歳のアメリカ人元国連コンピュータ・システム開発技術者。
ドクター・ゴールド (Dr. Mason Frost) （声：田中一永）

オーカー大尉 (Elaine McGee)

グレイ大尉 (Iain Taggart)

マゼンタ大尉 (Mario Moro)

シルバー少尉

エンジェル編隊
デスティニー・エンジェル (Simmone Giraudoux) （声：落合るみ）
29歳の二重国籍（アメリカ/イギリス）のWhite Falconパイロット。元米国空軍パイロットおよびISA宇宙飛行士。
ハーモニー・エンジェル (Rebecca Drake) （声：外村晶子）

ラフソディー・エンジェル (Caroline Foster-Finch)

シンフォニー・エンジェル (Yoko Inukai)

メロディー・エンジェル (Esther Jackson)

ブラック大尉 (Conrad Lefkon) （声：乃村健次）
ミステロン・エージェント。33歳のアメリカ人元特殊部隊将校。上級スペクトラム隊員であったが、ミステロンの不死身の手先となってしまった。

## 放送リスト（アニマックス初回放送分）
1. ミステロンとの遭遇（前編） (Instrument of Destruction - Part 1) (2006/3/13 0:30)
2. ミステロンとの遭遇（後編） (Instrument of Destruction - Part 2) (2006/3/20 0:30)
3. 砂漠に降る恐怖 (Rain of Terror) (2006/3/27 0:30)
4. マーキュリーシャトルを救え！ (Mercury Falling) (2006/4/3 0:30)
5. サイバーバグ来襲 (Swarm) (2006/4/10 0:30)
6. ミステロンの暗殺者 (Touch of the Reaper) (2006/4/17 0:30)
7. 奪われたライノ (Trap for a Rhino) (2006/4/24 0:30)
8. 再会の涙 (The Homecoming) (2006/5/8 0:30)
9. 復讐のミステリーサークル (Circles of Doom) (2006/5/15 0:30)
10. ラットの罠 (Rat Trap) (2006/5/22 0:30)
11. 謎のメッセンジャー (The Achilles Messenger) (2006/5/29 0:30)
12. ゴースト・スカーレット (Chiller) (2006/6/5 0:30)
13. 大佐の娘 (Heist) (2006/6/12 0:30)
14. 殺人ウィルス (Virus) (2006/6/19 0:30)
15. デスティニー失踪 (Skin Deep) (2006/6/26 0:30)
16. 歪んだ時空 (Enigma) (2006/7/3 0:30)
17. 宿敵と親友 (Best of Enemies) (2006/7/10 0:30)
18. 双子のテレパシー (Contact) (2006/7/17 0:30)
19. 戦艦プロテウス (Proteus) (2006/7/24 0:30)
20. 火星基地の秘密 (Syrtis Major) (2006/7/31 0:30)
21. 飛べないエンジェル (Fallen Angels) (2006/8/7 0:30)
22. ラグナロクの嵐 (Storm at the End of the World) (2006/8/14 0:30)
23. 月面の決闘 (Duel) (2006/8/21 0:30)
24. スカーレットVS偽スカーレット (Shape Shifter) (2006/8/28 0:30)
25. ブラックの帰還 (Dominion) (2006/9/4 0:30)
26. 奪われたスペクトラム・バイク (Grey Skulls) (2006/9/11 0:30)